# Shaved Fish
Albums de John Lennon
Rock 'n' Roll
(1975) Double Fantasy
(1980)
Albums des meilleurs succès de John Lennon
The John Lennon Collection
(1982)
Shaved Fish (parfois sous-titré Collectible Lennon) est le septième album de John Lennon, sorti en 1975. Il s'agit de la première compilation de son œuvre — la seule de son vivant —, et du dernier album qu'il ait publié avant sa retraite de cinq ans destinée à s'occuper de son fils Sean.

## Parution
L'album reprend onze chansons publiées par Lennon en single entre 1969 et 1974. Cinq des chansons, parmi les plus anciennes, n'avaient jusque-là jamais été publiées sur un 33 tours. Cet aspect a été particulièrement apprécié par la critique qui a généralement bien noté l'album. Celui-ci s'est bien vendu et a atteint le huitième rang des ventes au Royaume-Uni, et le douzième rang aux États-Unis, où il est devenu disque d'or.
Give Peace a Chance est présenté ici sous forme d'un court extrait tandis qu'une portion de sa version live, enregistrée le 30 août 1972 au Madison Square Garden à New York lors du concert de charité « One to One », est greffée au final de Happy Xmas (War Is Over). Cette version augmentée de la chanson de Noël est inédite à cette collection.
Le nom du disque fait référence au katsuobushi, une méthode japonaise de préparation et de conservation du poisson.
Le sous-titre varie selon les éditions : absent des premières éditions américaines, il est parfois indiqué Collectible Lennon sur une étiquette rouge, parfois Collectable Lennon imprimé au dos de la pochette, avant la liste des titres.

## Pochette
Le recto de la pochette est composé de douze dessins : onze pour les titres des chansons, plus un pour le titre de l'album qui est illustré d'un disque rouge sur fond blanc semblable au drapeau du Japon, crédité à « Lennon Plastic Ono Band ». La palette de couleurs, dans des tons pastel, est volontairement limitée : un bleu pâle prédomine, formant sur la plupart des vignettes un ciel agrémenté de nuages blancs ; la palette est complétée par des tons de rose et de couleur chair.
Les illustrations pour Imagine, Mind Games, et Whatever Gets You Thru the Night rappellent les pochettes des albums dont les chansons sont tirées. L'illustration pour Give Peace a Chance est réalisée à partir d'une photo de presse du bed-in de John et Yoko à Amsterdam, avec, posée sur le lit, la pochette du second album expérimental du couple, Unfinished Music No.2: Life with the Lions. Pour Happy Xmas (War is Over), un bombardier B29 apparaît suspendu à la façon d'une maquette — comme s'il s'agissait d'un jouet offert pour Noël —, une boule de Noël rouge étant à son tour suspendue à l'avion. La chanson Instant Karma! est représentée par un flacon de produit lyophilisé. Woman is the Nigger of the World est illustrée par une femme nue, à la tête couverte, sous une pluie de tubes de rouge à lèvres fusant à la façon de balles de fusil, en référence aux paroles « We make he paint her face and dance » (« Nous l'obligeons à se maquiller et à se trémousser »). L'illustration pour Mother est directement inspirée du tableau La Mère de Whistler, la mère ayant ici les traits de Lennon, tandis que le cadre de gauche compte un second portrait de Lennon, en gros plan, laissant échapper des larmes. Power to the People est représenté par un texte déclarant Lennon admissible à une green card et commençant par « We the People », rappelant le manuscrit de la constitution des États-Unis. Des dessins représentant Lennon sont utilisés pour illustrer Cold Turkey et #9 Dream.

Sources d'inspiration des illustrations de la pochette
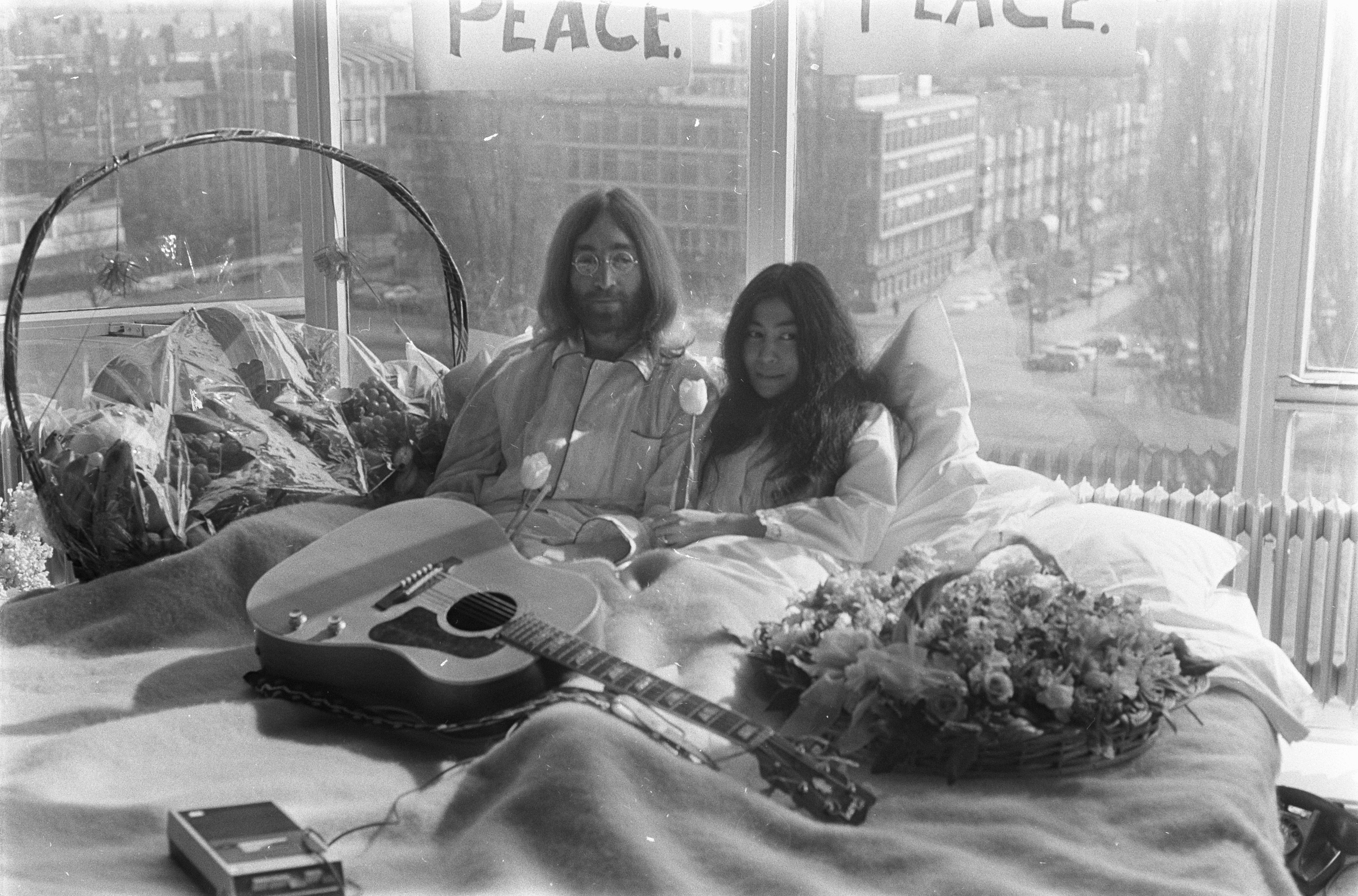
John Lennon et Yoko Ono en bed-in à Amsterdam pour Give Peace a Chance.
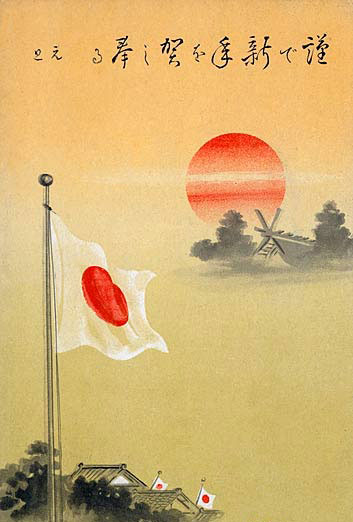
Le drapeau du Japon illustre le titre et l'enveloppe protectrice du disque.
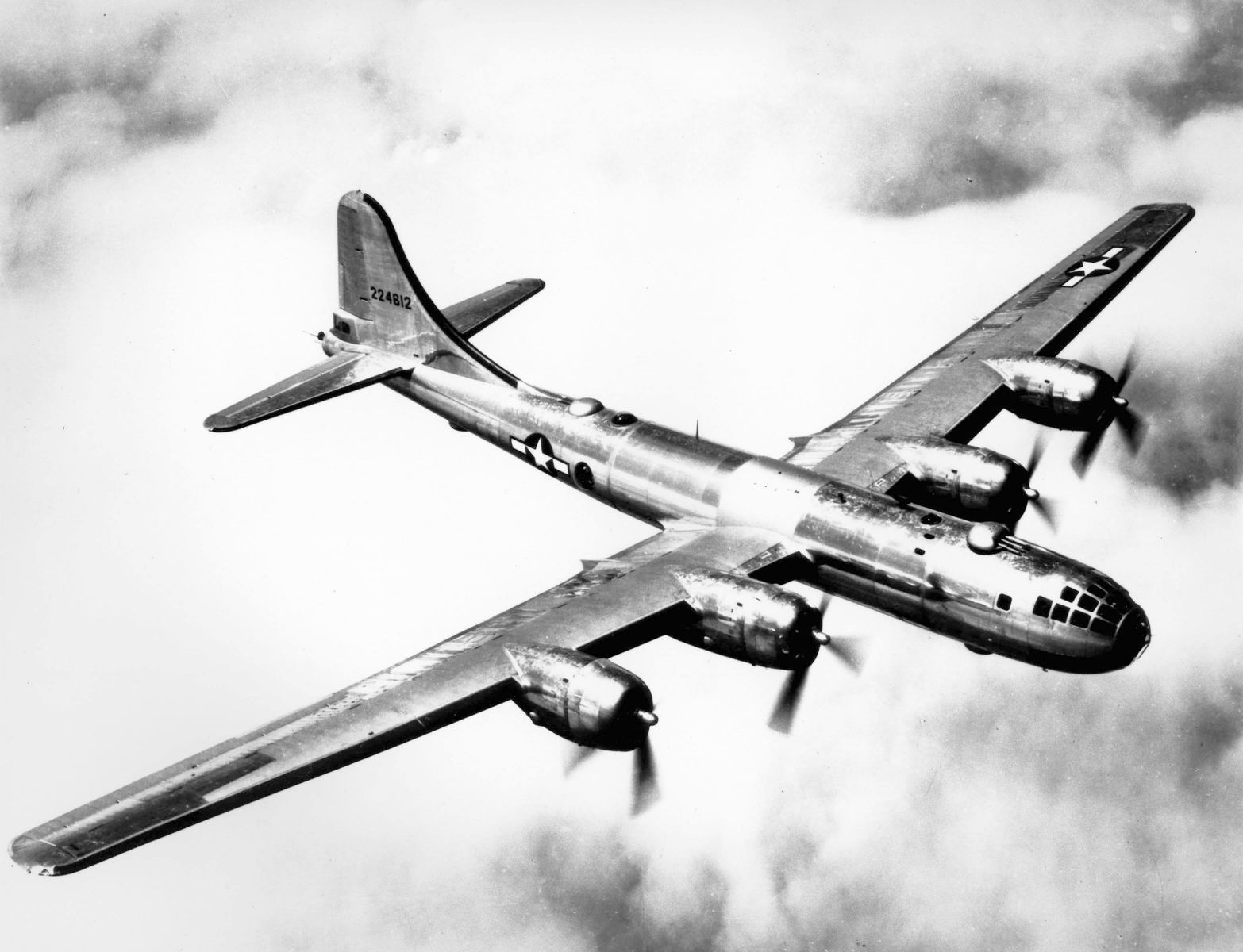
Bombardier B29 pour Happy Xmas.
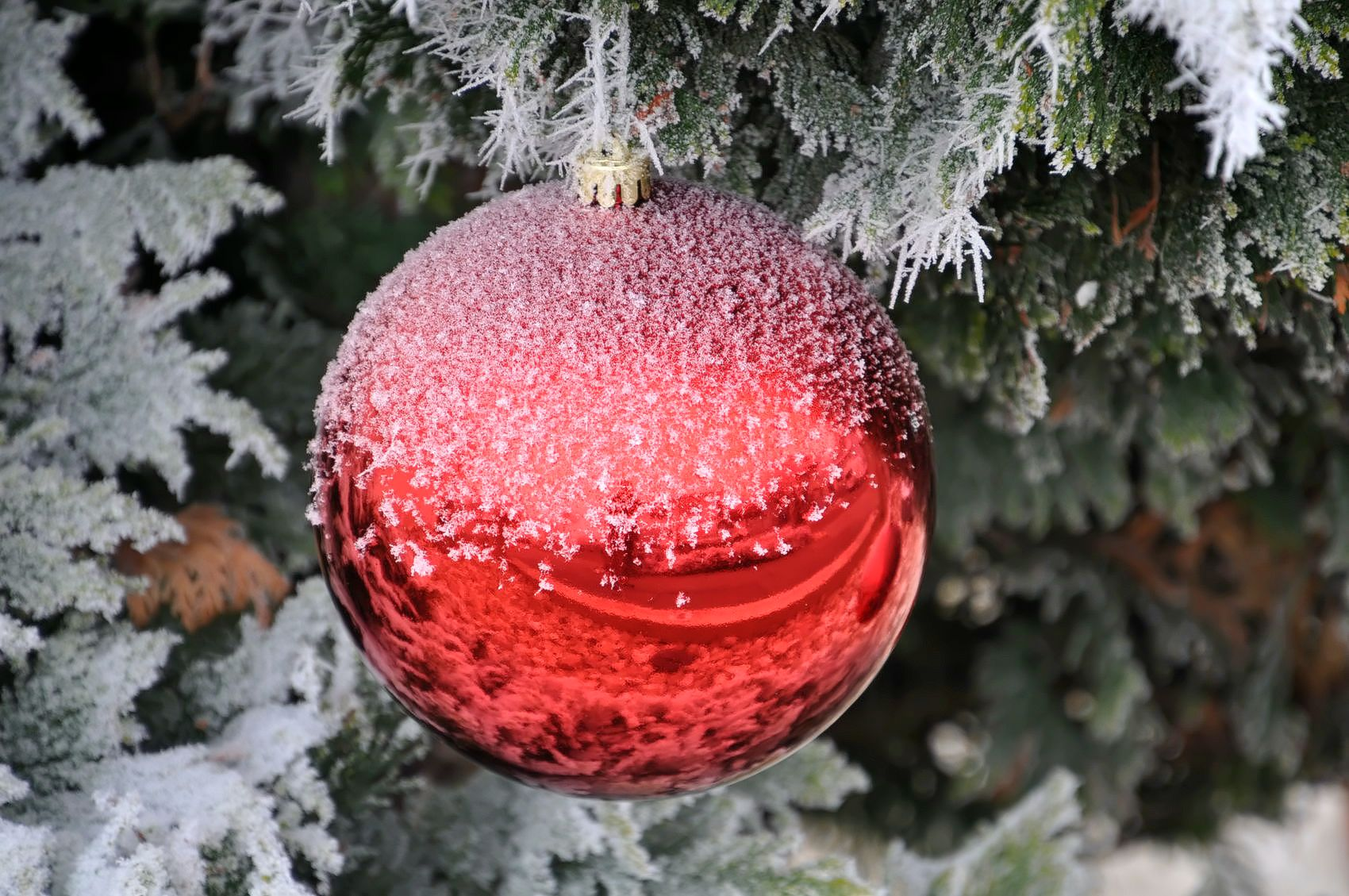
Boule de Noël pour Happy Xmas.
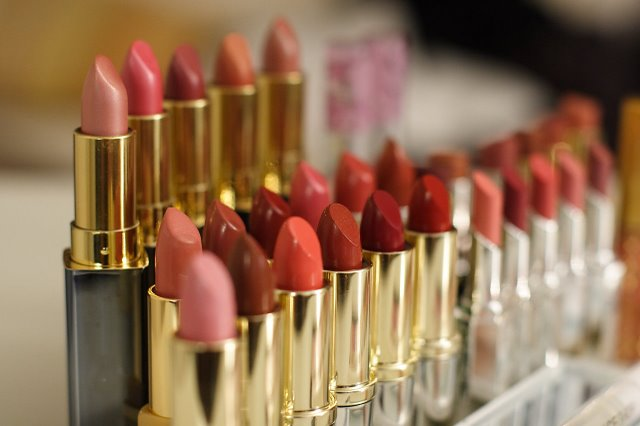
Tubes de rouge à lèvres simulant des balles de fusil pour Woman is the Nigger of the World.
Portrait d'Anna Matilda Whistler par son fils pour Mother.
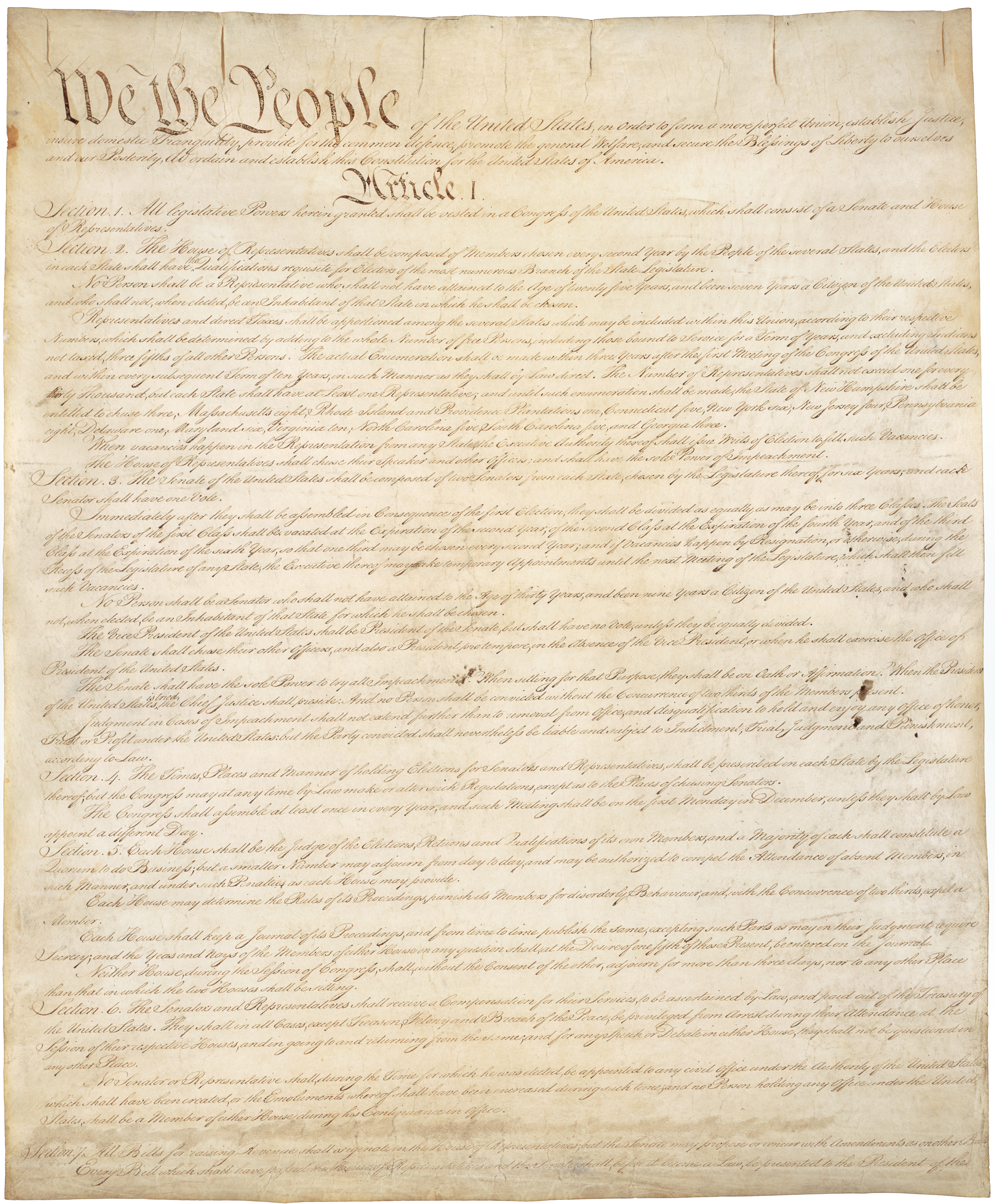
Constitution des États-Unis pour Power to the People.

Le dessin au verso représente un emballage, ouvert, de poisson séché selon la méthode japonaise de la compagnie fictive « Lennon Brand ». Une citation de Lennon, sous le pseudonyme Dr. Winston O'Boogie, « A conspiracy of silence speaks louder than words » y est inscrite.
La pochette intérieure porte au recto un grand disque rouge sur fond blanc — rappelant le drapeau du Japon —, et au verso les paroles des chansons en blanc sur fond rouge, avec quelques erreurs de transcription.
La direction artistique est confiée à Roy Kohara, le même qui créa les pochettes des deux précédents albums de Lennon, Mind Games et Rock 'n' Roll et celle de la compilation des Beatles Rock 'n' Roll Music l'année suivante. Les illustrations sont de Michael Bryant.

## Liste des chansons
Les titres sont crédités à John Lennon sauf indication contraire.
| 1. | Give Peace a Chance (J. Lennon-P. McCartney) (extrait) | 45 tours 1969                     | 0:58 |
| 2. | Cold Turkey                                            | 45 tours 1969                     | 5:01 |
| 3. | Instant Karma! (We All Shine On)                       | 45 tours 1970                     | 3:21 |
| 4. | Power to the People                                    | 45 tours 1971                     | 3:21 |
| 5. | Mother                                                 | John Lennon/Plastic Ono Band 1970 | 5:03 |
| 6. | Woman Is the Nigger of the World (J. Lennon-Y. Ono)    | Some Time in New York City 1972   | 4:37 |

| 7.  | Imagine | Imagine 1971                 | 3:02 |
| 8.  | Whatever Gets You Thru the Night                                                                                        | Walls and Bridges 1974       | 3:03 |
| 9.  | Mind Games | Mind Games 1973              | 4:12 |
| 10. | #9 Dream | Walls and Bridges 1974       | 4:47 |
| 11. | Medley a. Happy Xmas (War Is Over) / b. Give Peace a Chance (Reprise) (a. Y. Ono-J. Lennon / b. J. Lennon-P. McCartney) | a. 45 tours 1971 / b. Inédit | 4:18 |

## Classement
| Classement (1975)             | Meilleure position |
| ----------------------------- | ------------------ |
| Royaume-Uni (UK Albums Chart) | 8                  |
| États-Unis (Billboard)        | 12                 |
| France (IFOP)                 | 18                 |